# Calle de Cervantes
La calle de Cervantes es una vía pública situada en el Madrid de los Austrias (barrio de Cortes, distrito Centro), que desciende, en dirección norte-sur, desde la calle del León hasta la plaza de Cánovas del Castillo, en el paseo del Prado. Antes se llamó calle de Francos (y el tramo inferior calle del Duque de Alburquerque), hasta que en 1835 tomó el nombre del autor de El Quijote. Entre sus edificios más antiguos se encuentra el dedicado a Casa-Museo de Lope de Vega, dentro del conjunto general del Barrio de las Letras (de las musas o de los comediantes).

## Historia
Tuvo su origen la antigua calle de Francos, por ser éste el apellido de una de las familias de tradición madrileña que durante generaciones fueron vecinos de ella, desde Pedro Suárez de Francos, regidor de la villa al comienzo del siglo XV, hasta Diego Francos de Garnica, «alcalde de casa y corte».

### Cervantes y sus vecinos

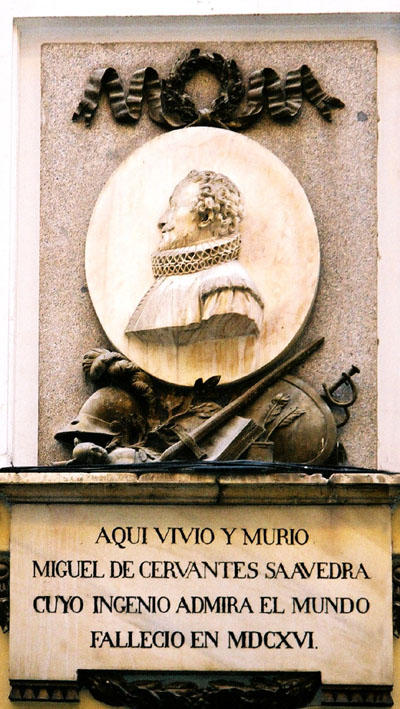
Busto en relieve e inscripción en memoria de Cervantes, sobre la fachada del edificio que ocupa el solar de la casa en la que murió en 1616.

Como otros muchos escritores, poetas y autores de comedias, Miguel de Cervantes Saavedra fue habitual vecino del barrio que por tal circunstancia se conocería siglos después como barrio de las musas. Ha quedado noticia de que habitó en él varias viviendas, primero en el número 16 de la calle de las Huertas; pasó luego a la Plazuela de Matute (detrás del colegio del Loreto), y de esta al número 8 de la calle del León, casi sobre la plazuela del Mentidero. No se sabe si, huyendo de los caseros, acabó sus días en otra casilla de la misma calle del León, que sus biógrafos la sitúan en el número 20 antiguo de la manzana 228, esquina a la calle de Francos, que a causa de su estado ruinoso fue demolida en 1833. Cuenta Pedro de Répide que el cronista Mesonero Romanos dedicó uno de «sus más bellos artículos» a la profunda decepción que le produjo la demolición del edificio, y que cuando el rey se mostró dispuesto a comprar el solar para edificar en él «algún establecimiento literario» —según se lee en la real orden citada por Mesonero—, el propietario de la finca, Luis Franco, no lo consintió (o no le convino lo ofrecido por la casa real). Ya una vez construida una nueva vivienda en el solar, el 13 de junio de 1834 se colocó sobre la fachada del nuevo edificio levantado por el casero rebelde, ahora con entrada por la calle de Francos, un busto en relieve y una inscripción en memoria del ilustre «manco de Lepanto», costeada por el comisario general de Cruzada, Manuel Fernández Varela. Poco después el corregidor viudo de Pontejos cambió el nombre de la calle, que pasó a llamarse calle de Cervantes.
En el número 11 de esta misma calle se encuentra la casa-museo de Félix Lope de Vega Carpio, donde el «Fénix» murió en 1635. Y a la vuelta de la esquina, en la antigua calle del Niño, tuvo casa un tercero en discordia, Francisco de Quevedo, personaje que luego le dio su nombre a ese breve callejón.
El cronista decano de Madrid Ramón de Mesonero Romanos cita como vecinos del barrio —antes, durante y después de Cervantes— a lo más florido de la farándula española de los siglos XVII y XVIII, actrices y actores como: María Riquelme, María Calderón, María Ladvenant, María del Rosario Fernández, Rita Luna, Agustín de Rojas Villandrando, Alonso de Olmedo, Manuel García Parra, Mariano Querol, Isidoro Máiquez, o el dramaturgo Eusebio Blasco que, como Cervantes y Lope, quiso morir en esta calle, en la finca de los números 5, 7 y 9, en 1903. También vivió y falleció en su domicilio de esta calle el político Adolfo Merelles Caula.